# 서배스천 피곳
서배스천 피곳(Sebastian Pigott, 1983년 2월 14일 ~ )은 캐나다의 배우 및 가수이다.

## 출연 작품
- 데빌 인사이드 미 - 마이크 역